# Drosophila fumifera
Drosophila fumifera este o specie de muște din genul Drosophila, familia Drosophilidae, descrisă de Wheeler și Hajimu Takada în anul 1964. Conform Catalogue of Life specia Drosophila fumifera nu are subspecii cunoscute.